# Chamonix
Chamonix-Mont-Blanc  o Chamonix (s'ha de pronunciar xamoní), (francoprovençal Chamônix) és un municipi francès, pertanyent al departament de l'Alta Savoia i a la regió d'Alvèrnia-Roine-Alps. L'any 2011 tenia 8.927 habitants. Està situat als peus de la muntanya del Mont Blanc.

## Geografia
Comparteix amb la vall d'Aosta el cim del Mont Blanc, el més alt de la Unió Europea (4.810 m).
La comuna de Chamonix-Mont-Blanc consta de 16 poblacions (villages o hameaux): Le Tour, Montroc, Le Planet, Argentière, Les Chosalets, Le Lavancher, Les Tines, Les Bois, Les-Praz-de-Chamonix, Chamonix-Mont-Blanc, Les Pècles, Les Mouilles, Les Barrats, Les Pélerins, Les Gaillands i Les Bossons.

## Història
Chamonix entrà a la història l'any 1091 quan el comte Aymon I feu donació de la vall a l'abat benedictí de Saint-Michel de la Cluse, al Piemont. Formà part dels Estats de Savoia i no passà a ser territori francès fins a la Revolució, el 1792. La pertinença a França se sancionà definitivament pel tractat de Torí de 1860. La comuna prengué el nom de Chamonix-Mont-Blanc el 21 de novembre de 1921.
Acollí els Jocs Olímpics d'hivern l'any 1924.

## Clima
Té un clima de muntanya. Al cim del Mont Blanc la temperatura pot davallar fins -40 °C i el vent pot arribar a 150 km/hora, les condicions meteorològiques poden canviar ràpidament.
L'any 2006 la ciutat de Chamonix va tenir una temperatura mitjana al mes de gener de -2,4 °C i al juliol de +19 °C.